# Ruské

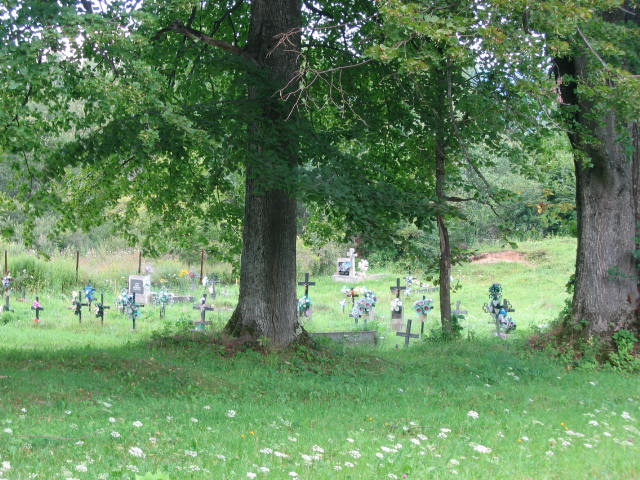
Friedhof in Ruské

Ruské (bis 1927 slowakisch Ruská; ungarisch Zemplénoroszi – bis 1907 Oroszruszka) ist ein ehemaliges Dorf im Okres Snina (Prešovský kraj) und heute eine Katastralgemeinde von Stakčín in der Ostslowakei. Es befindet sich im Gebirge Bukovské vrchy unterhalb des Karpatenhauptkamms im Quellbereich des Flusses Cirocha und nahe der Staatsgrenze zu Polen. Das ehemalige Ortszentrum liegt auf einer Höhe von 486 m n.m., die Entfernung nach Snina beträgt etwa 26 Kilometer. Östlich des Ortes erstreckt sich das Nationale Naturreservat Pľaša, die Katastralgemeinde als solche liegt vollständig im Nationalpark Poloniny.

## Geschichte
| Jahr | Einwohner | Jahr | Einwohner |
| ---- | --------- | ---- | --------- |
| 1869 | 592       | 1930 | 869       |
| 1880 | 614       | 1940 | 970       |
| 1890 | 643       | 1948 | 739       |
| 1900 | 702       | 1961 | 832       |
| 1910 | 769       | 1970 | 781       |
| 1921 | 751       | -    | -         |

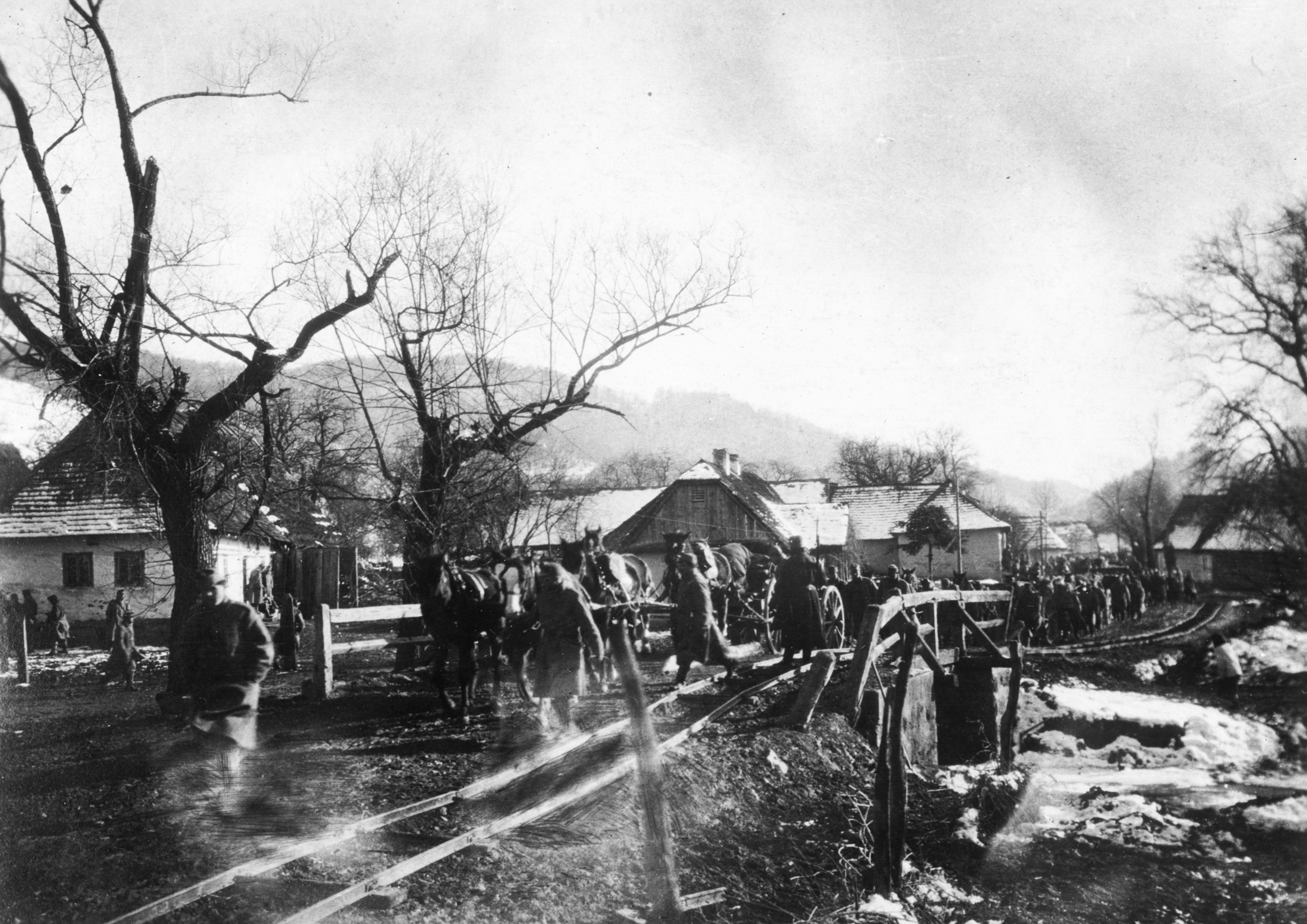
Historisches Bild des Ortes, 1916

Der Ort wurde zum ersten Mal 1567 als Orozka schriftlich erwähnt, weitere historische Bezeichnungen sind unter anderen Ruska (1773) und Ruské (1808). Das Dorf gehörte zur Drugeth'schen Herrschaft von Humenné, im 18. und 19. Jahrhundert besaß die Familie Szirmay Ortsgüter. Im 16. Jahrhundert war keine Steuer fällig, 1715 gab es eine Mühle und 11 Haushalte. 1787 hatte die Ortschaft 89 Häuser und 598 Einwohner, 1828 zählte man 98 Häuser und 722 Einwohner, die als Viehzüchter und Waldarbeiter tätig waren.
Bis 1918 gehörte der im Komitat Semplin liegende Ort zum Königreich Ungarn und kam danach zur Tschechoslowakei, später zur heutigen Slowakei. Nach der Volkszählung 1921 wohnten 751 Einwohner in Ruské, davon 527 Russinen, 176 „Tschechoslowaken“, 21 Juden und 27 Einwohner anderer Ethnie. Konfessionell war Ruské ein überwiegend griechisch-katholisches Dorf mit 669 Einwohnern, 65 Einwohner bekannten sich zur jüdischen Gemeinde und 14 Einwohner zur römisch-katholischen Kirche. Bei drei Einwohnern wurde die Konfession nicht ermittelt. In der ersten tschechoslowakischen Republik waren die Einwohner weiterhin in traditionellen Erwerbstätigkeiten beschäftigt. Als Folge des Slowakisch-Ungarischen Kriegs war der Ort von 1939 bis 1944 noch einmal Teil Ungarns. Nach dem Zweiten Weltkrieg wurde die örtliche Einheitliche landwirtschaftliche Genossenschaft (Abk. JRD) gegründet, aber 1953 wieder aufgelöst, ein Teil der Einwohner pendelte zur Arbeit in Industriebetriebe in der Umgebung, die Landwirte waren privat organisiert.
Das Ende des Ortes kam mit dem Bau des Starina-Stausees an der Cirocha weiter flussabwärts in den 1980er Jahren. Obwohl er weit vom überfluteten Gebiet lag, sorgte ein ausgedehntes Trinkwasser-Schutzgebiet dafür, dass alle Dörfer im oberen Cirocha-Tal, darunter auch Ruské, geräumt werden mussten. 1986 wurde der entsiedelte Ort nach Stakčín eingemeindet. 
Heute stehen an der Stelle des ehemaligen Dorfes nur der Gemeindefriedhof, der Militärfriedhof aus dem Ersten Weltkrieg, eine Kapelle an der Stelle der abgerissenen Kirche aus dem Jahr 1789 und drei Häuser. Auf den Sattel Ruské sedlo an der Grenze zu Polen führt eine steinerne Straße aus dem Jahr 1861, die sogenannte Porta Rusica.